# 斯特朗 (內布拉斯加州)
斯特朗（英語：Strang）是位於美國內布拉斯加州菲爾莫爾縣的村。

## 人口
根據2020年美國人口普查的數據，斯特朗的面積為0.32平方千米，皆為陸地。當地共有人口34人，而人口密度為每平方千米106人。